# NGC 2778
NGC 2778 (другие обозначения — UGC 4840, MCG 6-20-43, ZWG 180.54, PGC 25955) — эллиптическая галактика (E) в созвездии Рысь.
Этот объект входит в число перечисленных в оригинальной редакции «Нового общего каталога».
Галактика NGC 2778 входит в состав группы галактик NGC 2859. Помимо NGC 2778 в группу также входят NGC 2859, NGC 2780, NGC 2793, NGC 2779, UGC 5015, UGC 5020, UGC 4777 и UGC 4834.
NGC 2778, является маленькой галактикой эллиптической формы с относительно плохо ограниченной массой черной дыры.